# Colostethus pratti
Colostethus pratti är en groddjursart som först beskrevs av George Albert Boulenger 1899.  Colostethus pratti ingår i släktet Colostethus och familjen pilgiftsgrodor. IUCN kategoriserar arten globalt som livskraftig. Inga underarter finns listade i Catalogue of Life.